# Bludička (album)
Bludička je první studiové album Hany Zagorové nahrané v Studio Dejvice. Album vyšlo 10. května 1971. Hudební aranžmá vytvořil Václav Zahradník se svým orchestrem. Název desky byl inspirován zpěvaččiným prvním velkým hitem Bludička Julie, který také byl jeho součástí.

## Seznam skladeb
| Bludička       | Bludička                                                  | Bludička |
| Pořadí         | Název                                                     | Délka    |
| -------------- | --------------------------------------------------------- | -------- |
| 1.             | Tisíc nových jmen (Karel Svoboda, Zdeněk Rytíř)           | 03:45    |
| 2.             | Papá Benjamin (Jiří Hodan, Vladimír Poštulka)             | 04:02    |
| 3.             | Zlej kámen (Jindřich Brabec, Pavel Vrba)                  | 02:47    |
| 4.             | Devět poupat (Jaromír Klempíř, Eduard Krečmar)            | 02:16    |
| 5.             | Tanečnice (Petr Hapka, Petr Rada)                         | 03:32    |
| 6.             | Rozhledna (Václav Zahradník, Michael Prostějovský)        | 02:38    |
| 7.             | Bludička Julie (Václav Zahradník, Vladimír Poštulka)      | 03:03    |
| 8.             | Bloumat po neznámým pobřeží (Jindřich Brabec, Pavel Vrba) | 03:01    |
| 9.             | Podivín (Václav Zahradník, Michael Prostějovský)          | 02:52    |
| 10.            | Básník a já (Jaromír Klempíř, Eduard Krečmar)             | 02:58    |
| 11.            | Řeka v mém pokoji (Drahoslav Volejníček, Jan Růžička)     | 02:43    |
| 12.            | To bylo léto blaznivý (Jiří Hodan, Vladimír Poštulka)     | 03:19    |
| Celková délka: | Celková délka:                                            | 34:56    |